# チュープロン県
チュープロン県（チュープロンけん、ベトナム語：Huyện Chư Prông?）は、ベトナム社会主義共和国ザライ省の県である。

## 行政区画
1市鎮19社から構成される。